# Jokkmokk (comuna)
Jokkmokk (em sueco: Jokkmokk kommun;  ouça a pronúncia) é uma comuna da Suécia localizada no condado de Norrbotten. Sua capital é a cidade de Jokkmokk. Com uma área de 17 614 quilômetros quadrados é a 2ª maior comuna do país. Segundo censo de 2020 havia 4 851 habitantes.
A comuna é atravessada pelo Círculo Polar Ártico, e está na sua maior parte situada a norte do limite das florestas de coníferas. O sol da meia-noite é visível desde o início de junho até ao início de julho.
Jokkmokk tem grande conotação à cultura lapónica, albergando o Centro de Ensino dos Lapões (Samernas utbildningscentrum; antiga Escola Superior Popular dos Lapões), a Administração Escolar dos Lapões (Sameskolstyrelsen), o Ájtte-Museu das Montanhas e dos Lapões (Ájtté fjäll- och samemuseum), e o mercado de inverno de Jokkmokk (Jokkmokks marknad), realizado anualmente.[a]
É uma ”zona administrativa de língua lapónica” (Förvaltningsområdet för samiska språket), onde existem direitos linguísticos reforçados para a minoria étnica dos lapões.

O Parque Nacional de Sarek ocupa uma área do oeste da comuna.

## Comunicações
A comuna de Jokkmokk é atravessada pela estrada europeia E45 (Karesuando-Gotemburgo) e pela linha férrea do interior (Gällivare – Kristinehamn).

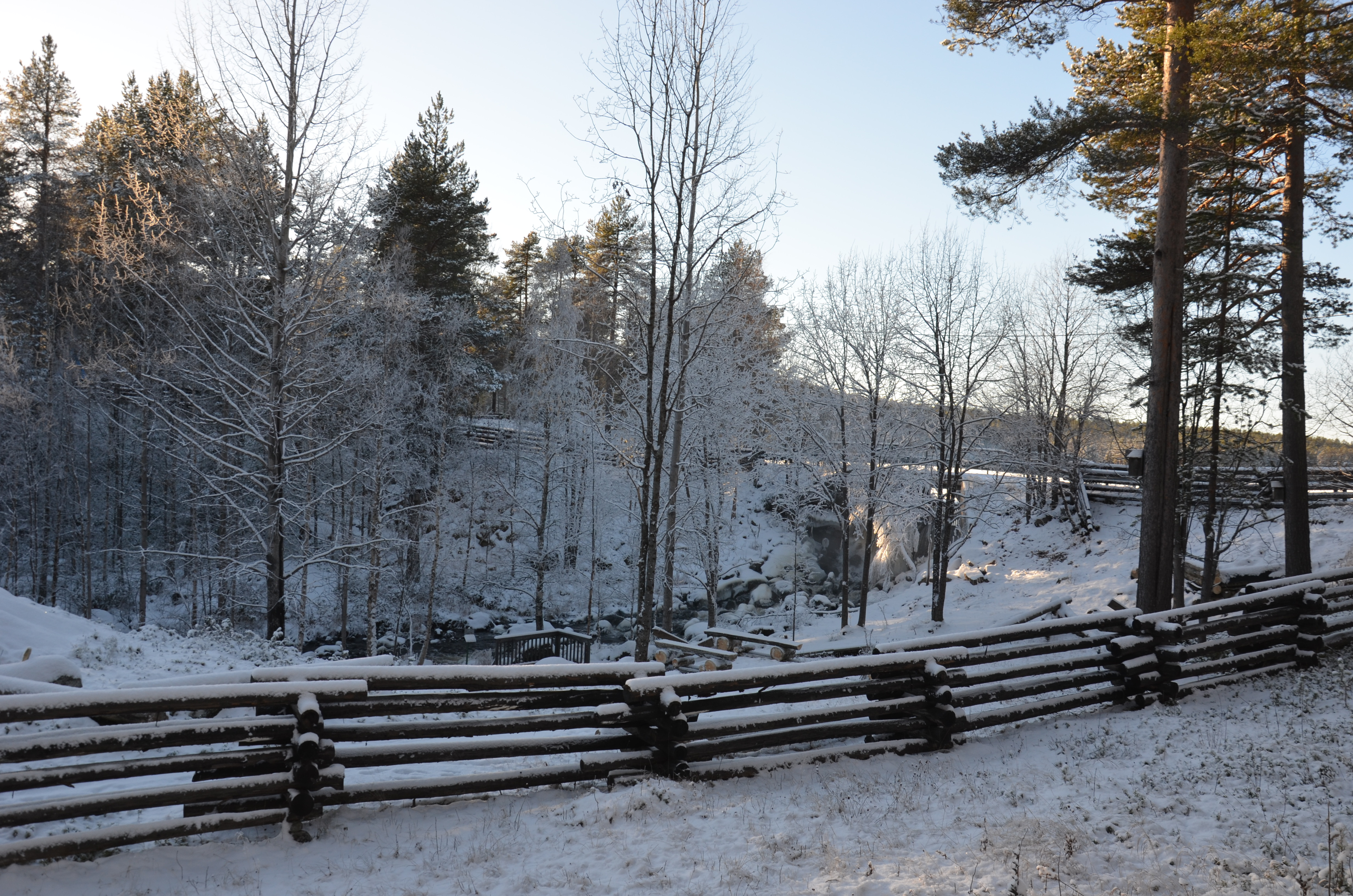
Jardim de inverno em Ájtte
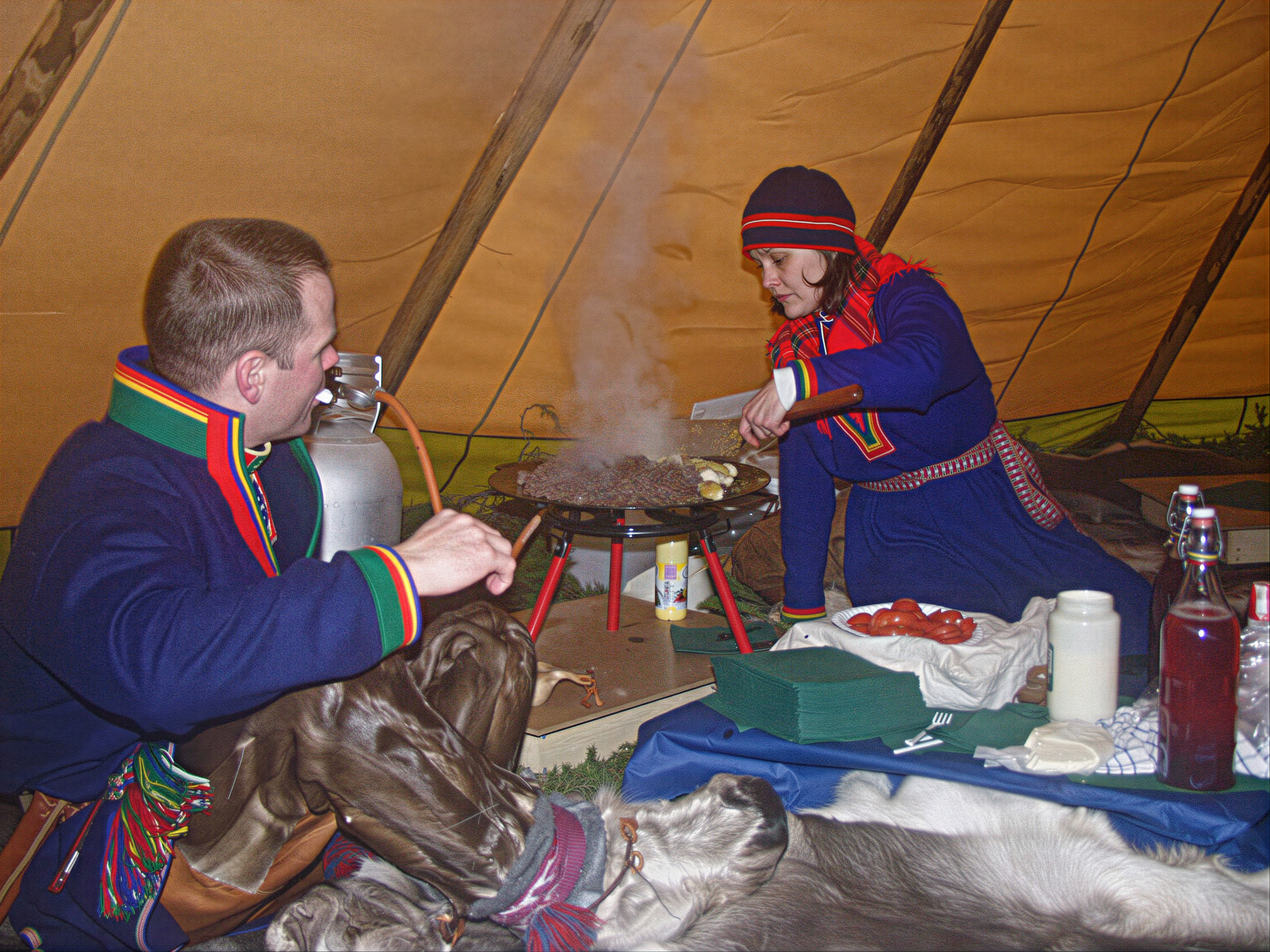
No mercado de Jokkmokk
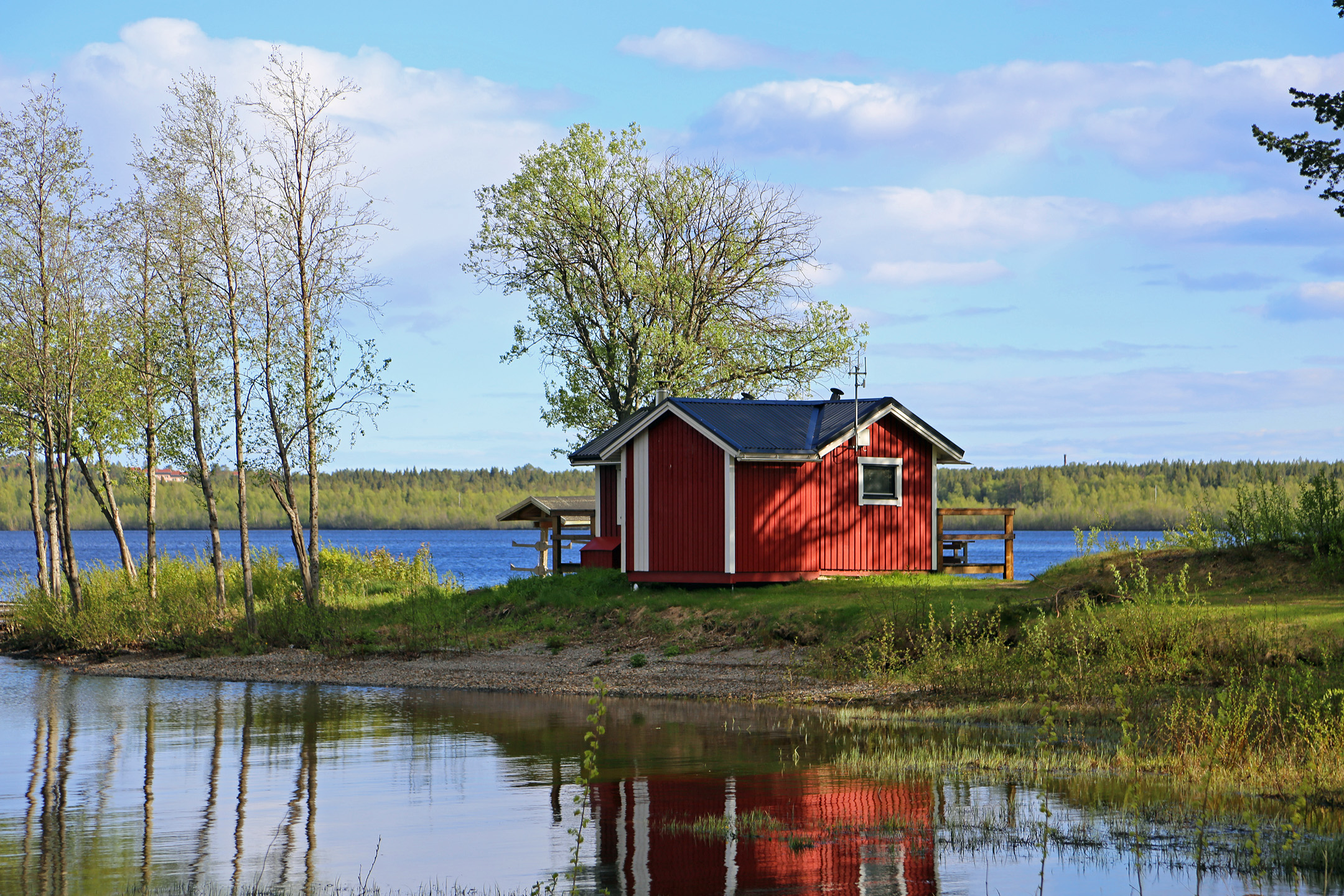
Paisagem do norte da comuna
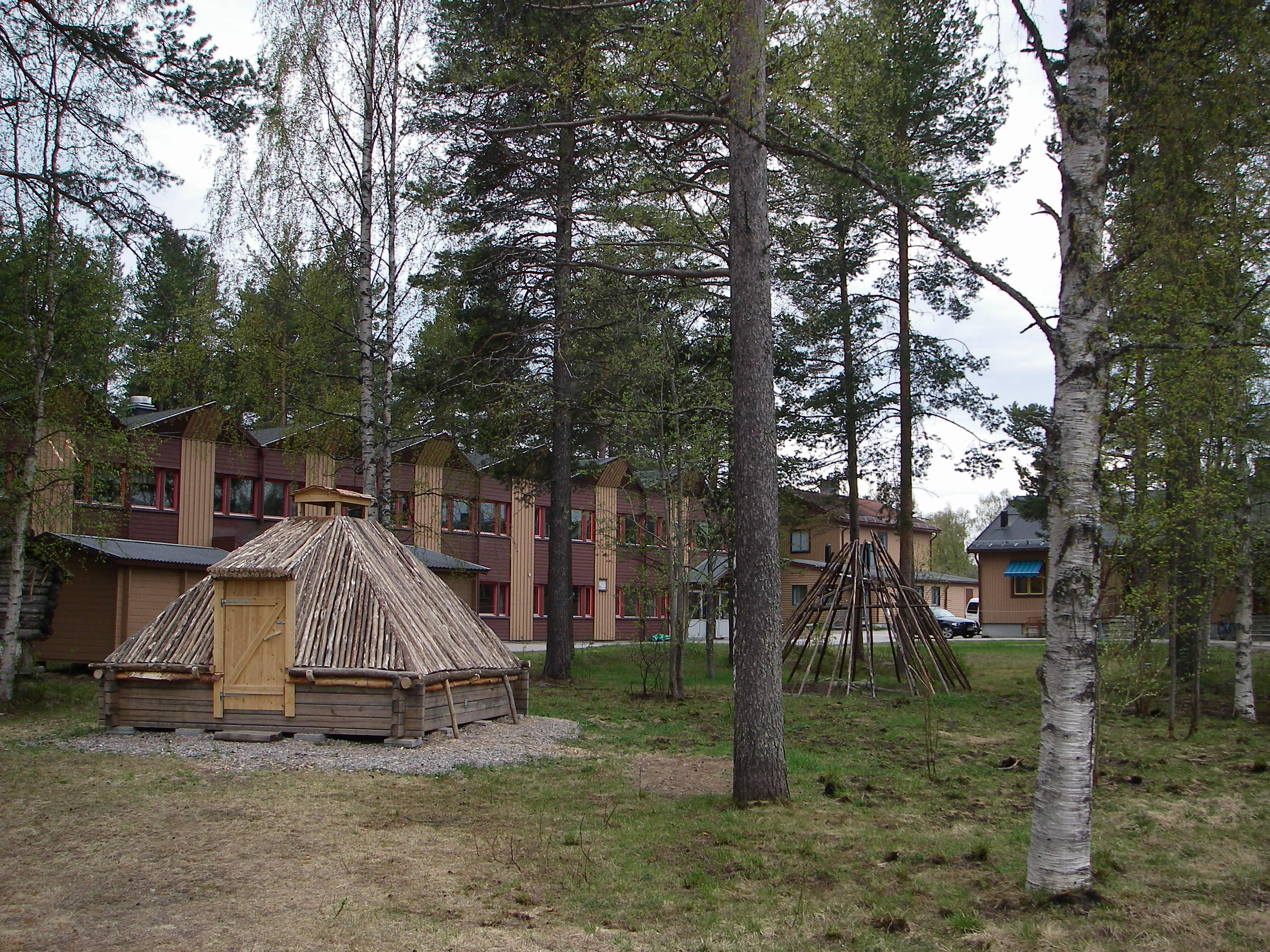
O Centro de Ensino dos Lapões